# 宮城県農業短期大学

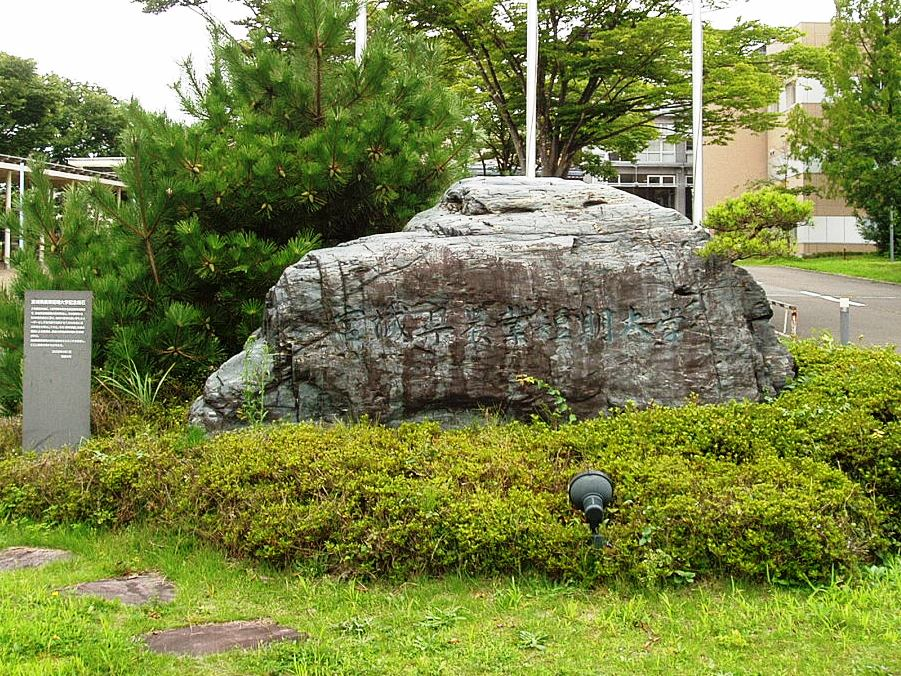
宮城県農業短期大学記念銘石（宮城大学太白キャンパス入り口）

宮城県農業短期大学（みやぎけんのうぎょうたんきだいがく、英語: Miyagi Agricultural College）は、宮城県仙台市太白区旗立2-2-1に本部を置いていた日本の公立大学である。1952年に設置され、2006年に廃止された。大学の略称は宮農短または農短。

## 概要

### 大学全体
- 宮城県仙台市太白区に所在した日本の公立短期大学で、設置主体は宮城県[1]。
- 1952年に開学。当初は農業科のみの単科短大だったが、順次学科の増設により最終的には4学科を擁するようになった。
- 2004年度の入学生を最後に[注釈 1]、2006年に短期大学としての使命を終える[2]。

### 教育および研究
- 宮城県農業短期大学における教育
  - 農業科 作物に関する学問と専門技術やその生産技術と経営管理技術を学ぶ学科となっていた。
  - 園芸科 野菜・果樹・花など園芸作物の栽培方法や生産物の流通や経営管理などを学ぶ学科となっていた。
  - 畜産科 家畜に関する理論や取扱に関する事柄を学ぶ学科となっていた。
  - 農業土木科 農業における土木技術者を養成する学科で、カリキュラムの一つとして「測量実習」があった。
- 各学科とも卒業論文が必修となっていた。

### 学風および特色
- 宮城県農業短期大学には学科毎に研究室が設けられていた。

## 沿革
- 1875年 植物試験場が設置される。
- 1879年 勧業試験場が名取郡茂ヶ崎村（現仙台市太白区根岸町）に設置される。
- 1881年 宮城農事講習所となる。
- 1885年 宮城農学校が第一種農学校として文部省より設置認可される。
- 1901年 県立宮城農学校（現仙台市太白区根岸町）と校名改称。
- 1904年 宮城県立宮城農学校と校名改称。
- 1919年 宮城農学校と校名改称。
- 1948年 学制改革により宮城県農業高等学校に改組。
- 1952年
  - 2月20日 左記を以て文部省[注 2]より短期大学の設置が認可される[3]。
  - 4月1日 宮城県農業短期大学が以下の学科体制にて開学する[注 3]。
    - 農業科 入学定員80名
- 1954年
  - 5月1日 学生数[注 4]/定員
    - 農業科 162[注釈 2]
- 1962年
  - 4月1日 以下の学科を増設[7]。
    - 畜産科 入学定員40名
    - 農業土木科 入学定員40名

  - 同 農業科の入学定員を80→40に減員[7]。
  - 5月1日 学生数[8]/定員　
    - 農業科 100[注 5]/120
    - 畜産科 65[注 6]/40
    - 農業土木科 37[注 7]/40
- 1972年
  - 4月1日 現在の太白区旗立二丁目に移転。
- 1975年
  - 4月1日 農業科[注 8]を以下の通り専攻分離する[9]。
    - 農業専攻 入学定員 40 名
    - 園芸専攻 入学定員 30 名

  - 5月1日 学生数[10]/定員
    - 農業科 145[注 9]/110
    - 畜産科 81[注 10]/80
    - 農業土木科 81[注 11]/80
- 1980年
  - 4月1日 この年度の入学生より旧来の農業科園芸専攻を園芸科に移行[11]。
  - 5月1日 学生数[12]/定員
    - 農業科 82[注 12]/80
    - 畜産科 80[注 13]/80
    - 農業土木科 84[注釈 2]/80
    - 園芸科 70[注 14]/70
- 1982年
  - 3月31日 農業科の専攻課程を廃止[注 15]。
- 1999年
  - 5月1日 学生数[15]/定員
    - 農業科 82[注 16]
    - 畜産科 78[注 17]
    - 農業土木科 86[注 18]
    - 園芸科 82[注 19]
- 2004年
  - 4月1日 この年度で学生募集が最終となる[注釈 1]。
- 2006年
  - 3月31日 左記をもって廃止[2]。

## 基礎データ

### 所在地
- 宮城県仙台市太白区旗立2-2-1

### 象徴
- 宮城県農業短期大学のカレッジマークは宮城の「M」と右側にウシ・左側に太陽・上部に植物の芽それぞれのイラスト、中央部に「MIYAGI AGRICULTURAL COLLEGE」の文字がしるされたものとなっていた[16]。

## 教育および研究

### 組織

#### 学科[注 20]
- 農業科 入学定員40名
- 畜産科 入学定員40名
- 農業土木科 入学定員40名
- 園芸科 入学定員40名

#### 専攻科
- なし

#### 別科
- なし

#### 取得資格について
- 測量士補資格が農業土木科にて取得できるようになっていた。
- 教職課程として中学校教諭二級免許状（理科[18]・職業[19]）が設置されていた。当初は高等学校教諭免許状（農業）も設けられていた[19]。

#### 附属機関
- 附属農場
- 附属図書館：当時、床面積が350m2の鉄筋コンクリートとなっており、蔵書数は31,500冊程度となっていた。

### 研究
- 『宮城県農業短期大学学術報告』[20]。
- 『宮城県農業短期大学紀要』[21]。
- 石田 光晴 著『高品質豚肉の生産と食味性・栄養性の変動に関する総合的研究』[22]ほか。

## 学生生活

### 部活動・クラブ活動・サークル活動
- 宮城県農業短期大学で活動していたクラブ活動[23]。
  - 体育系：空手道・バドミントン・山岳・サッカー・バスケットボール・軟式野球・ハンドボール・陸上ほか
  - 文化系：フォト・「鹿研究」・シネマほか

### 学園祭
- 宮城県農業短期大学の学園祭は、例年10月に行われていた[24]。

### スポーツ
- 「東北地区大学総合体育大会」へ参加していた。

## 大学関係者と組織

### 大学関係者組織
- 宮城県農業短期大学の同窓会は「××会」と称し…
- 宮城県農業短期大学には生活協同組合があった。詳細は宮農マジック（宮城県農業短期大学生活協同組合）を参照。

### 大学関係者一覧
歴代学長
- 川合宏

#### 出身者
- 中島源陽　-　宮城県議会議長

## 施設

### キャンパス
- 設備：1992年、短大創立40周年を記念して「メモリアルホール40」が設立された[25]。

### 学生食堂
- 宮城県農業短期大学の学生食堂（学食）は、大学生活協同組合により運営されていた[26]。

### 寮
- 宮城県農業短期大学の寮は、短大キャンパス内に程近い場所にあった[26]>。

## 対外関係

### 他大学との協定
- ハートネル大学：アメリカ[25]

### 系列校
- 宮城大学

## 社会との関わり
- 過去には、有名人を招いた文化講演・演奏会が行われ、吉川団十郎・榊原光裕・さとう宗幸・ピーター・フランクル・アントン・ウィッキーなどが招かれている。

## 卒業後の進路について

### 編入学・進学実績[27]
- 農業科：弘前大学・茨城大学・岐阜大学・島根大学・富山県立大学・石巻専修大学ほか
- 園芸科：山形大学・宇都宮大学・酪農学園大学ほか。
- 畜産科：北海道大学・帯広畜産大学・新潟大学・信州大学・佐賀大学ほか
- 農業土木科：岩手大学・三重大学・愛媛大学・高知大学・東北学院大学ほか